# Petite Messe solennelle
Die Petite Messe solennelle ist eine Messvertonung von Gioachino Rossini. Sie gilt als das bedeutendste Werk der letzten Arbeitsphase Rossinis und als eine seiner wichtigsten geistlichen Kompositionen.

## Geschichte
Die Petite Messe solennelle entstand im Jahr 1863, 34 Jahre nach der Komposition von Rossinis letzter Oper Guillaume Tell, in Passy, wo Rossini die letzten Jahrzehnte seines Lebens verbrachte. Es handelt sich um eine Auftragskomposition für den Comte Alexis Pillet-Will (1805–1871) und dessen Frau Louise Pillet-Will, der das Werk gewidmet ist. Die Uraufführung fand am 14. März 1864 zur Einweihung der Privatkapelle des gräflichen Paares in Paris statt. Albert Lavignac leitete die Aufführung vom Harmonium aus. Unter den Zuhörern fanden sich Persönlichkeiten wie Daniel-François-Esprit Auber, Giacomo Meyerbeer und Ambroise Thomas. Die erste öffentliche Aufführung folgte tags darauf im Pariser Théâtre-Italien und wurde ein großer Erfolg.
Die Messe steht ihren äußeren Ausmaßen und auch dem Namen nach in der Tradition der Missa solemnis, wurde aber dennoch vom Komponisten mit dem Attribut petite („klein“) bedacht. Rossini schreibt dazu in einer ironischen Widmung: „Lieber Gott. Hier ist sie, die arme kleine Messe. Habe ich nun wirklich heilige Musik (musique sacrée) gemacht, oder doch vermaledeite Musik (sacrée musique)? Ich bin für die Opera buffa geboren. Du weißt es wohl! Ein bisschen Können, ein bisschen Herz, das ist alles. Sei also gepriesen und gewähre mir das Paradies.“
Die ungewöhnliche Besetzung der Messe für Singstimmen, zwei Klaviere und Harmonium steht in der neapolitanischen Cembalo-Tradition des 18. Jahrhunderts. Drei Jahre nach der Komposition arbeitete Rossini auch noch eine Orchesterfassung aus – hauptsächlich aus der Sorge heraus, die Messe könnte nach seinem Tode durch die Bearbeitung eines anderen entstellt werden: „findet man dieselbe nun in meinem Nachlass, so kommt Herr Sax mit seinen Saxophonen oder Herr Berlioz mit anderen Riesen des modernen Orchesters, wollen damit meine Messe instrumentieren und schlagen mir meine paar Singstimmen tot, wobei sie auch mich glücklich umbringen würden.“ Rossini bevorzugte dennoch die Version mit Klavier und Harmonium und verfügte, dass die Orchesterfassung erst nach seinem Tode aufgeführt werden durfte. Sie erklang erstmals am 24. Februar 1869 im Théâtre-Italien in Paris. Während in den ersten Jahren danach Aufführungen der Orchesterfassung überwogen, hat sich mittlerweile das Verhältnis wieder zugunsten der Originalfassung verschoben.

## Besetzung

### 1. Fassung (1863)
- Soli: Sopran, Alt, Tenor, Bass
- Chor (Doppelquartett) SATB, teilweise mit Stimmteilung
- 2 Klaviere, Harmonium (da das 2. Klavier weitgehend keine eigene musikalische Funktion hat und vor allem das 1. Klavier bei lauten Stellen verdoppelt, wird es bei Aufführungen häufig weggelassen)

### 2. Fassung (1866/67)
- Soli: Sopran, Alt, Tenor, Bass
- Chor SATB, teilweise mit Stimmteilung
- Orchester: 3 Flöten, 2 Oboen, 2 Klarinetten, 3 Fagotte, 4 Hörner, 4 Trompeten, 3 Posaunen, 1 Ophicleide, 2 Kornette, Pauken, 2 Harfen, Streicher

Die Aufführungsdauer beträgt ca. 85 Minuten.

## Werkbeschreibung
1. Kyrie
  - Kyrie eleison – Coro (SATB)
  - Christe eleison – Coro
  - Kyrie eleison – Coro
2. Gloria

Beginn des Kyrie

  - Gloria in excelsis Deo – (Soli SATB, Coro)
  - Et in terra pax – Soli, Coro
  - Terzettino: Gratias agimus tibi – (Soli ATB)
  - Solo: Domine Deus – (Tenore)
  - Duetto: Qui tollis peccata mundi – (Soli SA)
  - Solo: Quoniam tu solus Sanctus – (Basso)
  - Cum Sancto Spiritu – (Coro)
3. Credo
  - Credo in unum Deum – (Soli, Coro)
  - Crucifixus – (Soprano solo)
  - Et resurrexit – (Soli, Coro)
  - Et vitam venturi – (Soli con Coro)
4. (Prélude religieux l'Offertoire), (Offertorium – instrumental)
5. Sanctus
  - Ritornelle Pour le Sanctus – (Harmonium)
  - Sanctus – (Soli, Coro)
6. O salutaris hostia – (Soprano solo)
7. Agnus Dei – (Alto solo, Coro)

Der Aufbau der Messe folgt dem traditionellen Ordinarium. Der französischen Messtradition folgend, komponierte Rossini ein  rein instrumentales Prélude religieux l'Offertoire, das für das Offertorium vorgesehen ist. Das O salutaris hostia, eine Strophe aus dem Hymnus zu Fronleichnam Verbum supernum prodiens, fügte Rossini nach der Aufführung von 1865 der Messe hinzu.
Das Christe eleison stammt nicht aus der Feder Rossinis. Wie der amerikanische Organist Kurt Lueders entdeckte, hat Rossini hier ohne Anmerkung eine Komposition seines Freundes, des französischen Komponisten Louis Niedermeyer, in seine Petite Messe  übernommen. Wie die Herausgeber der neuen Urtextedition der Partitur (September 2010), Patricia B. Brauner und Philipp Gosset, beim Verlag Bärenreiter Kassel mitteilen, ist das Christe eleison ein wörtliches Zitat des Et incarnatus est aus der Messe solennelle von Niedermeyer, die anlässlich der Feierlichkeiten zum Cäcilienfest im November 1849 uraufgeführt worden ist. Als Beleg ist das niedermeyersche Original der Neuausgabe als Appendix I angefügt.
Die Beweggründe für das halbminütige Ritornello in C-Dur vor dem Sanctus sind nicht bekannt; es ist davon auszugehen, dass es als Intonationshilfe für das ebenfalls in C-Dur stehende Sanctus dient, zumal das vorige Prélude religieux auf Ges-Dur endet. Womöglich wollte Rossini dem Harmonium mit einem kurzen Solostück etwas Beachtung gewähren, damit es als eigenes Klangelement der Messe und als gleich wertvoll wie das Klavier empfunden würde.
In der orchestralen Fassung werden das Prélude religieux und das Ritornello von einer Orgel gespielt – mit Ausnahme der ersten und letzten paar Takte des Prélude religieux, welche von den Blasinstrumenten gespielt werden.